# تاباكولو أليف الحجر
تاباكولو أليف الحجر (الاسم العلمي: Scytalopus petrophilus) (بالإنجليزية: Rock Tapaculo)‏ هو نوع من الطيور يتبع جنس التاباكولو من فصيلة التاباكولات.